# 克里夫蘭鎮區 (明尼蘇達州勒蘇爾縣)
克里夫蘭鎮區（英語：Cleveland Township）是位於美國明尼蘇達州勒蘇爾縣的一個行政鎮區。

## 地方資料
克里夫蘭鎮區的面積為96.40平方千米，當中陸地面積為86.80平方千米，而水域面積為9.60平方千米。根據2020年美國人口普查的數據，當地共有人口710人，而人口密度為每平方千米7.37人。